# Guillaume Bellebouche
Guillaume Bellebouche (Italien : Guglielmo Bellabocca), est un noble italo-normand de la première moitié du XIe siècle.
Probablement natif du duché de Normandie, il devient à la fin de l'année 1047 ou au début de l'année 1048, le tuteur du jeune comte normand d'Aversa, Herman, encore enfant ou adolescent. Guillaume Bellebouche est probablement un haut-personnage du comté d'Aversa, lié à la famille Hauteville selon Léo d'Ostie, et peut-être lié par alliance à la famille Quarrel-Drengot, qui règne sur le comté depuis 1030.
Dès l'année 1048, quelques mois à peine après avoir été nommé régent, il évince brièvement le jeune comte, profitant de sa minorité, et dirige pour peu de temps le comté. Cependant, impopulaire, il est chassé par les Normands d'Aversa et Herman reprend -symboliquement- le pouvoir, assisté par un membre de sa famille, Richard Drengot, récemment arrivé de Normandie.
Guillaume Bellebouche disparait à ce moment (banni, assassiné ou exil volontaire ?).

## Sources
- Aimé du Montcassin
- Léo d'Ostie